# Gloria Steinemová
Gloria Marie Steinemová (nepřechýleně Steinem; * 25. března 1934 Toledo, Ohio) je americká feministka, novinářka a aktivistka za práva žen. Je spoluzakladatelkou Koalice odborářských žen (Coalition of Labor Union Women) a zúčastnila se Národní konference žen (National Conference of Women) v roce 1977 v Houstonu. Když byl v roce 1991 oživen časopis Ms., stala se spoluvydavatelkou. V roce 1993 byla uvedena do americké Národní ženské síně slávy (National Women’s Hall of Fame).